# Mobula thurstoni
 (mai 2021).
La mise en forme du texte ne suit pas les recommandations de Wikipédia : il faut le « wikifier ».
Les points d'amélioration suivants sont les cas les plus fréquents :
- Les titres sont pré-formatés par le logiciel. Ils ne sont ni en capitales, ni en gras.
- Le texte ne doit pas être écrit en capitales (les noms de famille non plus), ni en gras, ni en italique, ni en « petit »…
- Le gras n'est utilisé que pour surligner le titre de l'article dans l'introduction, une seule fois.
- L'italique est rarement utilisé : mots en langue étrangère, titres d'œuvres, noms de bateaux, etc.
- Les citations ne sont pas en italique mais en corps de texte normal. Elles sont entourées par des guillemets français : « et ».
- Les listes à puces sont à éviter, des paragraphes rédigés étant largement préférés. Les tableaux sont à réserver à la présentation de données structurées (résultats, etc.).
- Les appels de note de bas de page (petits chiffres en exposant, introduits par l'outil «  Source ») sont à placer entre la fin de phrase et le point final[comme ça].
- Les liens internes (vers d'autres articles de Wikipédia) sont à choisir avec parcimonie. Créez des liens vers des articles approfondissant le sujet. Les termes génériques sans rapport avec le sujet sont à éviter, ainsi que les répétitions de liens vers un même terme.
- Les liens externes sont à placer uniquement dans une section « Liens externes », à la fin de l'article. Ces liens sont à choisir avec parcimonie suivant les règles définies. Si un lien sert de source à l'article, son insertion dans le texte est à faire par les notes de bas de page.
- La présentation des références doit suivre les conventions bibliographiques. Il est recommandé d'utiliser les modèles {{Ouvrage}}, {{Chapitre}}, {{Article}}, {{Lien web}} et/ou {{Bibliographie}}. Le mode d'édition visuel peut mettre en forme automatiquement les références.
- Insérer une infobox (cadre d'informations à droite) n'est pas obligatoire pour parachever la mise en page.

Pour une aide détaillée, merci de consulter Aide:Wikification.
Si vous pensez que ces points ont été résolus, vous pouvez retirer ce bandeau et améliorer la mise en forme d'un autre article.
Diable de Bentfin, Mante vampire, Petite manta
Espèce
Synonymes
- Dicerobatis thurstoni Lloyd, 1908[1]
- Mobula lucasana Beebe & Tee-Van, 1938[1]

Répartition géographique
Statut de conservation UICN

EN : En danger
Mobula thurstoni, communément appelé Mante vampire ou encore Petite manta, est une espèce de raies de la famille des Mobulidae. Elle a été décrite pour la première fois en 1908 par Lloyd. Elle est globalement répartie dans les zones tropicales et subtropicales, mais ses populations sont très fragmentées.

## Systématique
L'espèce Mobula thurstoni a été initialement décrite en 1908 par l'ichtyologiste Richard Ernest Lloyd (d) (1875-1935) sous le protonyme de Dicerobatis thurstoni,.

## Morphologie
La taille à maturité est de 150 à 163 cm de largeur de disque (DW) pour les femelles et de 150 à 158 cm pour les mâles, mais elle peut atteindre 185 cm de largeur de disque.
Sa face dorsale est bleuâtre foncée à noire, avec des reflets violacés, tandis que sa face ventrale est blanche. Sa nageoire dorsale possède une pointe blanche et les extrémités de ses nageoires pectorales sont argentées. On peut distinguer une marge noire distinctive le long du disque antérieur. 

## Biologie

### Comportement
Mobula thurstoni est un animal solitaire mais qui se regroupe de manière saisonnière dans des zones peu profondes et productives. Elle se trouve à des profondeur comprises entre 0 et 100 m.

### Régime alimentaire
Mobula thurstoni est une espèce planctonophage qui filtre l’eau grâce à ses plaques branchiales et qui a une alimentation plutôt spécialisée. Elle se nourrit essentiellement de Nyctiphanes simplex et de Mysidium sp.. Elle peut également se nourrir de crustacés. 

### Reproduction et espérance de vie
Mobula thurstoni, comme les autres espèces du genre Mobula, est vivipare aplacentaire. Elle a un rendement reproductif extrêmement faible avec généralement un petit né tous les 1 à 3 ans, occasionnellement deux (25% des femelles examinées au large de la République de Guinée avaient deux petits). Il est donc compliqué de stabiliser les populations même avec des taux de pêche assez faible.
L'âge à maturité et l'espérance de vie sont inconnues. Comme pour les autres Mobula, on peut déduire ces informations de Mobula mobular dont l'espérance de vie est de 20 ans et une maturité sexuelle à 5-6 ans, même si Mobula thurstoni est beaucoup plus petite que Mobula mobular. On suppose donc que ces chiffres sont surestimés. 

## Répartition et habitat
Mobula thurstoni est présente dans les eaux tropicales et subtropicales du monde entier, dans les zones pélagiques et nérétiques. Elle peut descendre jusqu'à 100 m de profondeur.
Mobula thurstoni présente l'une des plus grandes distributions chez les Mobulidae. Les populations se trouvent le plus souvent dans des zones de courants ascendants très productifs ou dans des eaux peu profondes.

## Menaces
Pour toutes les espèces de Mobula, il n'existe pas de données historiques et les chiffres des populations mondiales sont inconnus. Cependant, on soupçonne un déclin du genre Mobula sur base de la diminution des données d'observation. Les pêcheurs rapportent également qu'il est de plus en plus difficile de s'en procurer, les prix du marché augmentant alors que l'offre diminue. En Inde on observe une baisse de 51% du taux de capture en 10 ans. En Indonésie les taux de capture ont diminué de 63 à 94% en 15 ans malgré une augmentation des efforts de pêche. Autour des îles Cocos au Costa Rica, un déclin de 78% a été observé par les plongeurs en 20 ans. Dans l’ensemble, les données montrent un déclin des populations, particulièrement dans les zones connues pour abriter des grandes populations où l'on observe une diminution des populations allant de 50 à 99% au cours des trois dernières générations. Mais les relevés de données sont localisés et ne reflètent peut-être pas forcément complètement l’état des populations mondiales.
Une pêche ciblée de Mobulidés existe depuis longtemps au large de la Basse Californie du Sud au Mexique. Mobula thurstoni était l'espèce la plus couramment capturée dans les années 1980 (58 % du nombre total de prises). Au début des années 1980, on s'est inquiété de la durabilité de ces prises dont 72 % concernaient de jeunes individus. À la fin des années 1990, la cible principale de cette pêche s'est déplacée vers Mobula munkiana et les captures de Mobula thurstoni sont devenues anecdotiques. Au cours de la même période, Mobula thurstoni était rarement rencontré parmi les captures d'élasmobranches dans les régions plus tempérés du nord du Golfe de Californie. Les données récentes pour ces régions ne sont pas disponibles en raison de l'interdiction de la capture des Mobulidés, mais des pêches clandestines continuent d'avoir lieu.
En Inde, des pêches intensives au filet maillant capturent des espèces de Mobulidés, dont Mobula thurstoni, le long de la côte occidentale. Au Sri Lanka, on estime que 449 spécimens de Mobula thurstoni ont été débarqués chaque année, d'après les études de marché réalisées en 201. Au Pakistan, la raie benthique représentait 7 % des Mobulidés capturés dans les pêches de thons au filet maillant. À Oman et dans la mer Rouge saoudienne, seuls quelques spécimens de cette espèce ont été enregistrés.
La pêche de cette raie est non réglementée et ciblée aux Philippines, en Indonésie, au Sri Lanka, au Pérou, en République de Guinée et au Mexique. Elle est pêchée pour sa viande, sa peau, son cartilage, son huile de foie et ses plaques branchiales. Le cartilage et la peau sont couramment utilisés pour les produits en cuir (chaussures, portefeuilles et manches de couteaux). Mais ce sont les plaques branchiales qui atteignent des prix élevés en Asie pour son utilisation dans remèdes chinois.
D’autres menaces existent, notamment la destruction et la dégradation de son habitat, les changements climatiques, l'acidification des océans, les marées noires, ainsi que d'autres pollutions et contaminants tels que les métaux lourds. L'industrie du tourisme peut également, dans une certaine mesure, avoir un impact négatif sur les comportements individuels et perturber les comportements sociaux des raies.

## Étymologie
Son épithète spécifique, thurstoni, lui a été donnée en l'honneur de Edgar Thurston (d) (1855-1935), surintendant du musée gouvernemental de Madras (Inde), qui a donné à Richard Ernest Lloyd l'occasion d'examiner des spécimens du musée.

## Publication originale
- (en) R. E. Lloyd, « On two new species of Eagle-Rays (Myliobatidae) with notes on the skull of the genus Ceratoptera », Records of the Indian Museum, Calcutta, Inconnu, vol. 2, no 2,‎ 1908, p. 175-180 (ISSN 0375-099X, OCLC 1427183, DOI 10.26515/RZSI/V2/I2/1908/163329, lire en ligne).